# Andrzej Rotkiewicz

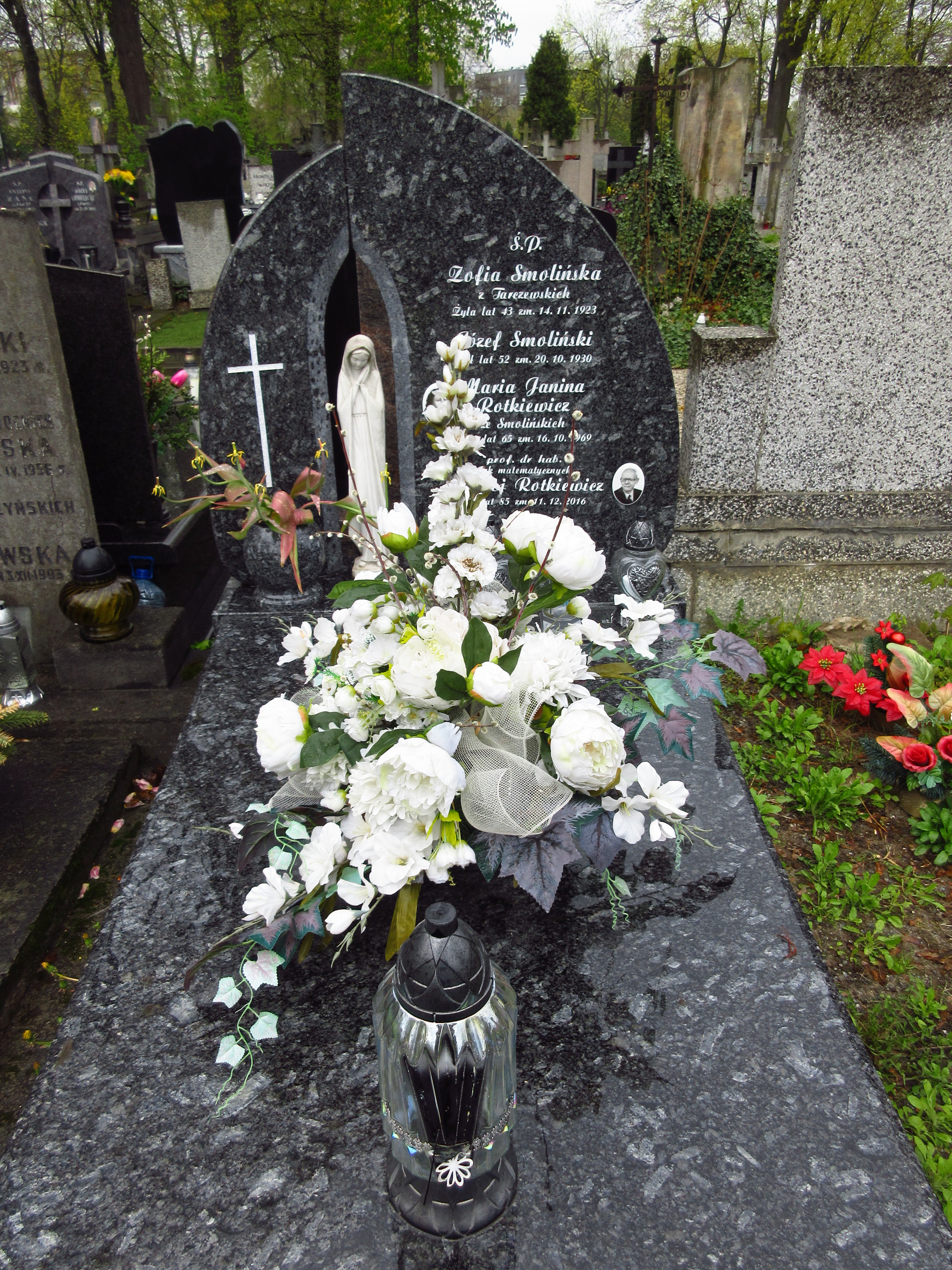
Grób profesora Andrzeja Rotkiewicza na cmentarzu Bródnowskim

Andrzej Rotkiewicz (ur. 12 kwietnia 1931 w Warszawie, zm. 11 grudnia 2016 tamże) – polski matematyk, prof. dr. hab., specjalista z zakresu teorii liczb.

## Życiorys
Był synem profesora Wilhelma Rotkiewicza. Po ukończeniu liceum ogólnokształcącego studiował na Wydziale Matematyki Uniwersytetu Warszawskiego. Jego mentorem i promotorem był prof. Wacław Sierpiński, pod którego opieką przygotował dysertację pt. O własnościach wyrażenia a^n ± b^n, obronił ją 9 listopada 1963 w Instytucie Matematycznym Polskiej Akademii Nauk i uzyskał stopień doktora nauk matematyczno-fizycznych. 13 czerwca 1975 przedstawił rozprawę habilitacyjną pt. O liczbach pierwszych i ich uogólnieniach. 
Przez całe życie zawodowe był związany z IM PAN, gdzie pracował nad zagadnieniami liczb pseudopierwszych i liczb Lehmera. Do rozwiązywania równań diofantycznych opracował metodę, która wiązała się z liczbami Lehmera i Fermat’s Last Theorem, a która m.in. od jego nazwiska nazywana jest metodą Ko-Terajaninana-Rotkiewicza. W dniu 15 marca 2002 uzyskał tytuł profesora nauk matematycznych.
Dorobek naukowy prof. Andrzeja Rotkiewicza obejmuje ponad 100 prac naukowych, pierwszą z nich opublikował w 1956 roku, był również autorem monografii Pseudoprime Numbers and Their Generalizations.
Pogrzeb miał miejsce na cmentarzu Bródnowskim 22 grudnia 2016 (kwatera 82A-5-6).